# Muŷaddara
La muŷaddara (en árabe, مجدرة) es un plato de lentejas cocinadas junto con trigo (bulgur) o arroz, todo ello decorado y acompañado con cebollas fritas y aceite de oliva. Se suele apodar como el «favorito de Esaú», pues se le hace referencia en la Biblia como amante de este potaje de lentejas.

## Características
Las lentejas cocinadas son muy populares en Oriente Medio y forman parte de muchos platos. La mujaddara es un plato muy popular en los países de oriente medio, puede servirse con o sin verduras: y se sirve por igual frío o caliente. En la actualidad es uno de los platos más conocidos de la cocina libanesa o palestina. Se considera un plato de origen humilde, comida de gente de pocos recursos. Los sirios judíos suelen comer este plato dos veces a la semana: caliente los jueves y frío los domingos.

## Variantes
Existen dos variantes de la mujaddara, amarilla y marrón. Las lentejas rojas se emplean en la variante amarilla, mientras que las verdes se emplean en la marrón. Existe un plato similar conocido como khichdi (es decir kedgeree) muy popular en la India y entre la comunidad india en Reino Unido.